# Nierembergia repens
Nierembergia repens är en potatisväxtart som beskrevs av Hipólito Ruiz López och Pav. Nierembergia repens ingår i släktet Nierembergia och familjen potatisväxter. Inga underarter finns listade i Catalogue of Life.

## Bildgalleri

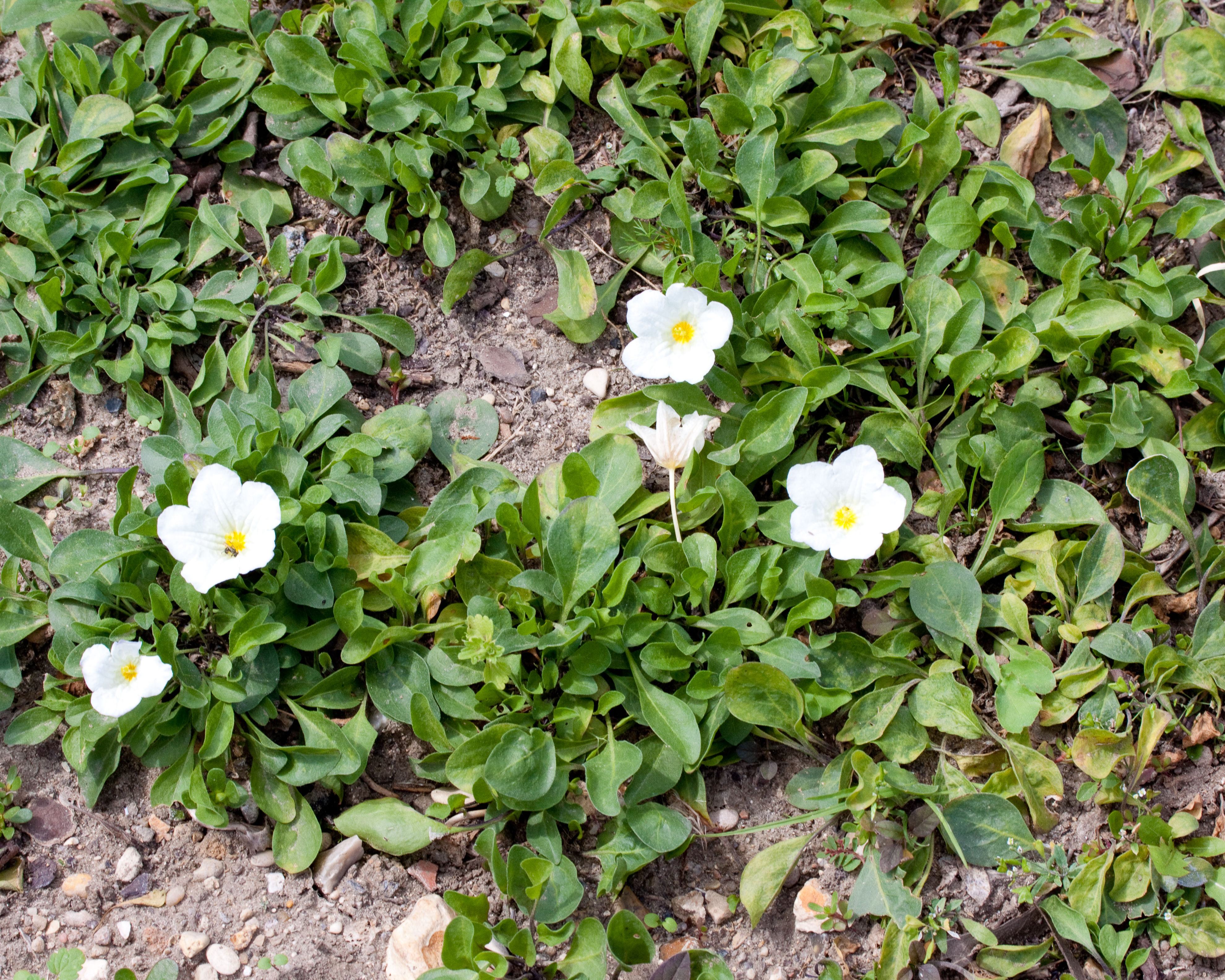
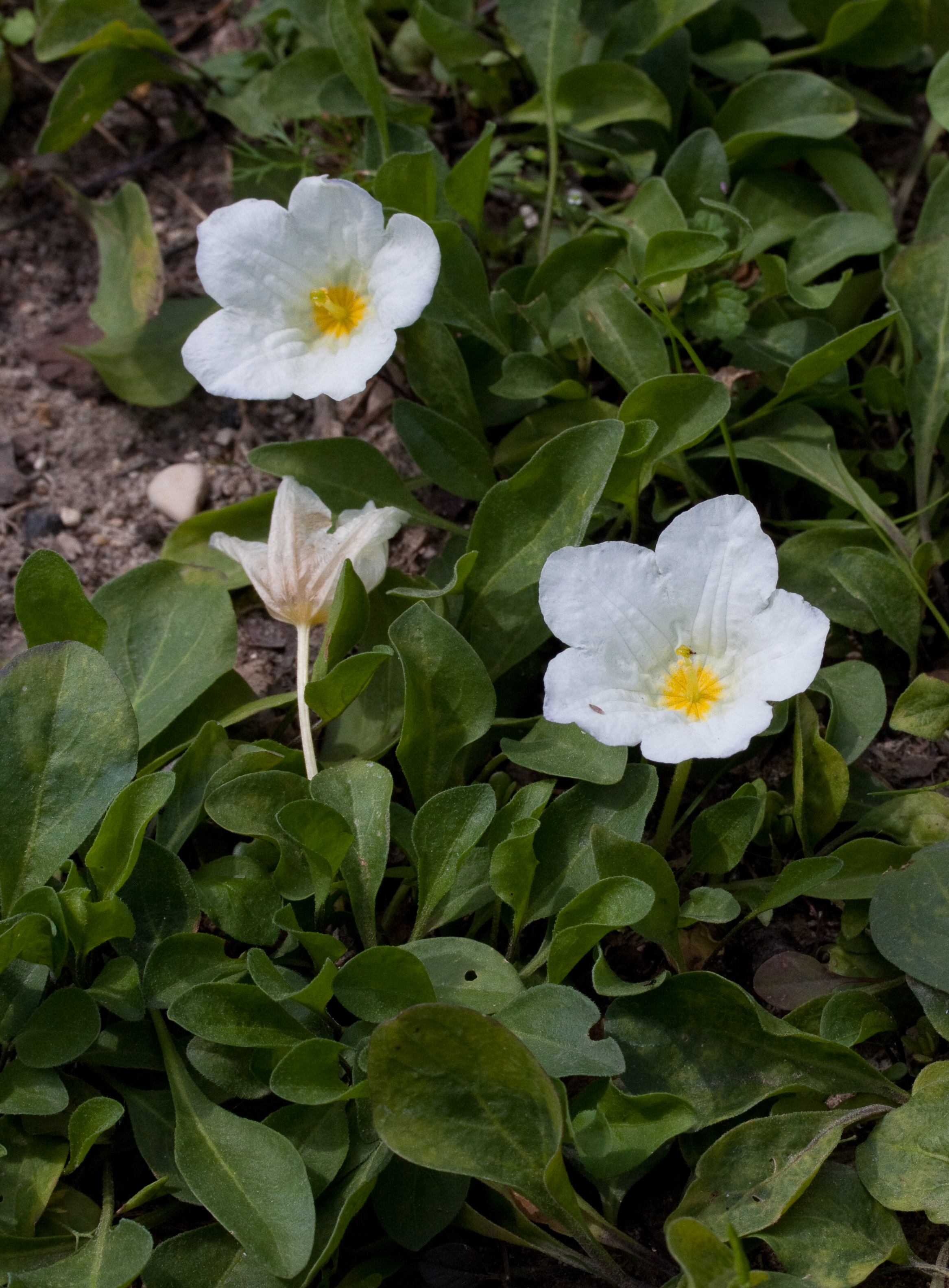
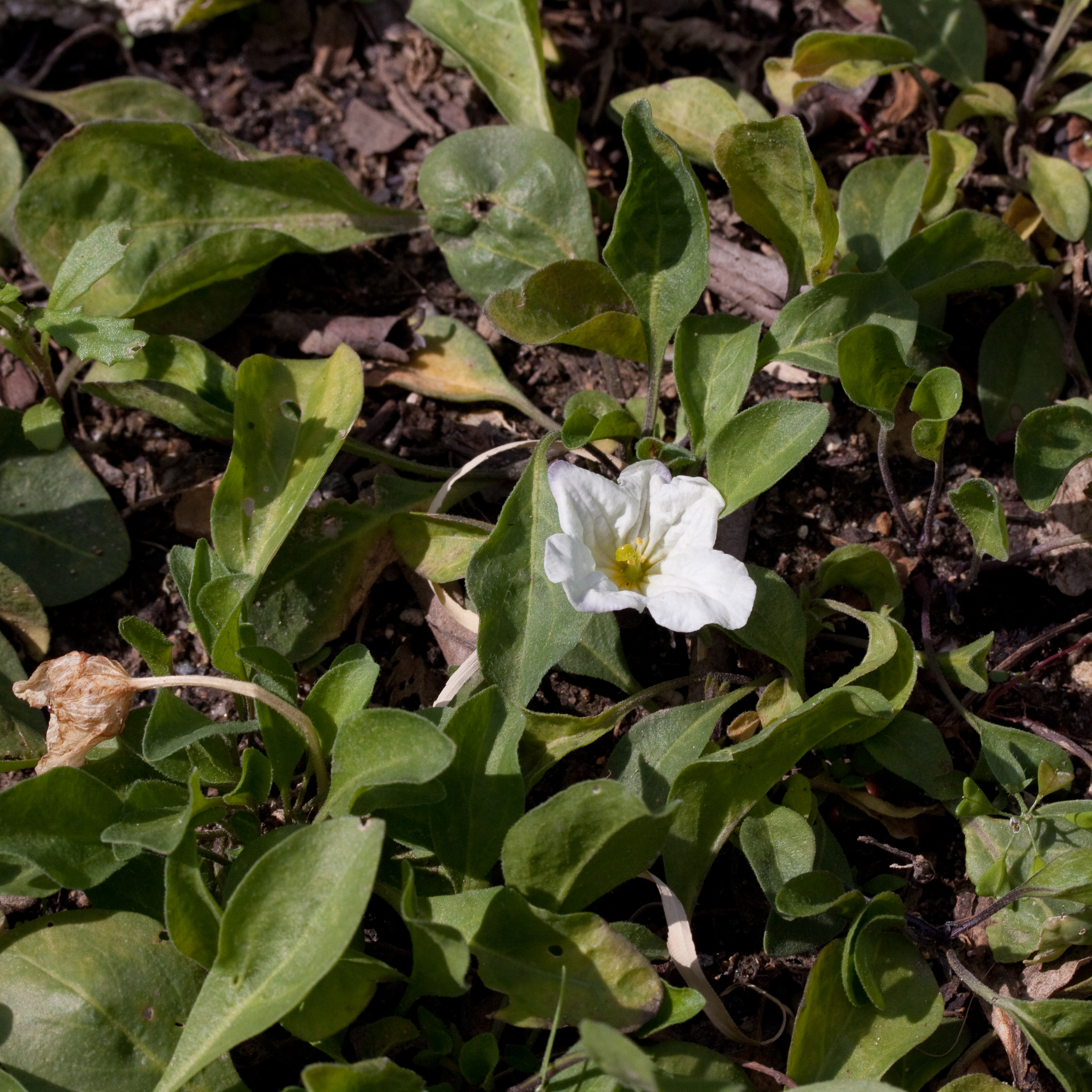